# Especiação parapátrica

Comparação dos tipos de especiação: alopátrica, peripátrica, parapátrica e simpátrica.

Especiação parapátrica é uma forma de especiação que ocorre em uma área geográfica contínua na qual as espécies divergentes apresentam distribuições adjacentes. Não há nenhuma barreira externa ao fluxo gênico, no entanto os acasalamentos não são completamente aleatórios.  Este modelo difere da especiação alopátrica no que se refere a distribuição geográfica da espécie parental já que a alopatria requer subpopulações geograficamente isoladas. Nichos neste habitat podem estar diferenciados ao longo de um gradiente ambiental, impedindo fluxo génico, e criando assim um cline.
Um exemplo deste tipo de especiação é a erva Anthoxanthum, que se sabe que sofreu especiação parapátrica em áreas onde ocorreu contaminação por metais a partir de minas. Isto cria uma pressão selectiva para a tolerância a metais. Há seleção contra os híbridos dessas populações, o que pode ter favorecido a autopolinização. Além disso, elas apresentam tempos de floração distintos o que funciona como um barreira reprodutiva. Sugere-se que essa diferença entre tempos de floração tenha sido favorecida pela seleção natural devido a menor aptidão dos híbridos. Esse tipo de mecanismo é denominado reforço do isolamento reprodutivo.
Um outro exemplo são as espécies em anel.

## História
Houve muita discussão sobre se a especiação pode ocorrer entre populações adjacentes ocupando um habitat amplamente contínuo, isto é, populações em parapatria. Observações de Darwin na América do Sul, juntamente com sua visão gradualista de evolução, o convenceu de que novas espécies poderiam evoluir desta forma.
Em sua teoria de especiação peripátrica, Mayr (1954, 1963) destacou as populações periféricas como a principal fonte de novas espécies. conforme Mayr, as populações periféricas têm maior probabilidade de cisão, porque elas têm tamanhos menores, experimentam diferentes regimes de seleção e são menos afetados pela migração. Em contraste, na sua teoria de especiação centrífuga, Brown (1957) argumentou que as populações centrais são a principal fonte de novidade genética e, assim, deve ser o local de origem de novas espécies, mas mesmo assim, a teoria de Mayr é mais aceita e defundida.
A especiação parapátrica recebeu relativamente pouca atenção em comparação com um grande número de estudos empíricos e teóricos dedicado aos modelos alopátricos e simpátricos (Ripley & Beehler 1990; Burger 1995; Friesen & Anderson 1997; Rola¨n-Alvarez et al. 1997; Frias & Atria 1998; Macnair & Gardner 1998). Mas, recentemente, novas abordagens que descrevem todos os processo de especiação têm sido desenvolvidos e aplicados para cenários de especiação parapátrica, alopátrica (Gavrilets 1999; Gavrilets et al. 1998, 2000a; Johnson et al. 2000) e simpátrica (e.g. Turner & Burrows 1995; Gavrilets & Boake 1998; Van Doorn et al. 1998; Dieckmann & Doebeli 1999).
O  conceito de especiação parapátrica pode ser generalizado para incluir qualquer configuração geográfica que possa ser considerada intermediária entre a alopatria (distribuição geográficas separadas separadas por uma região inabitável) e a simpatria. 

### Características
Os tamanhos de distribuição geográfica da maioria das espécies são muito maiores do que as distâncias de dispersão típicas de indivíduos (ou gametas). Isso cria uma oportunidade para a geração e manutenção de extensas diferenças genéticas entre populações geográfica da mesma espécie, apesar da migração. Recentemente foi mostrado que, na teoria, a especiação parapátrica rápida é possível, mesmo sem seleção para adaptação local caso exista muitos locus  afetando o isolamento reprodutivo e a taxa de mutação não for muito pequena em relação a migração (Gavrilets et al. 1998,2000a; Gavrilets 1999). A duração média real da especiação parapátrica é definida como a duração de formas intermédias em transição para um estado de completo isolamento reprodutivo.  Quando o acasalamento assortativo é mediado pelo localização espacial dos indivíduos (são considerados parceiros reprodutivos potenciais apenas os indivíduos dentro de um raio de acasalmento), a especiação é possível sem diferenciação de nicho. Esse é um caso particular da especiação parapátrica denominado especiação topopátrica.
A variação nas condições bióticas e abióticas pode resultar em diferenças sistemáticas em regimes de seleção que atuam em diferentes partes da espécie variando para aumentar a diferenciação geográfica. Além disso, variações geográficas extensa estão bem documentadas para a maioria das espécies (e.g., Endler 1977; Avise 1994).
Mesmo se a maior parte da divergência genética ocorrer em alopatria, as populações divergentes são susceptíveis de ser geograficamente estendidas, e cada diferença genética que contribui para o isolamento é provavelmente originária de uma região mais ampla, quer como uma única mutação ou como uma adaptação localizada. Se alelos diferentes surgirem em diferentes lugares, e se o mesmo revelar-se incompatível com cada quando se encontrem, então eles vão contribuir para o isolamento reprodutivo em parapatria - apenas como fariam em alopatria.
Os mecanismos mais envolvidos na especiação parapátrica são similares aos da especiação alopátrica, a não ser o isolamento geográﬁco. No processo de parapatria, as subpopulações  mantém-se ligadas perifericamente.

## Zona Hibrida
Devido ao contexto geográfico da especiação parapátrica pode ocorrer a formação de uma zona híbrida entre as duas espécies em processo de formação. Nessa região ambas devem ser facilmente reconhecidas. Os híbridos podem apresentar diferentes graus de viabilidade e fertilidade. Esta zona hibrida pode, então, tornar-se uma barreira ao fluxo gênico entre as duas espécies que estão diferenciando-se.
A existência de clinas estreitas, que nada mais é que um gradiente de variação intra especifica de um caráter fenotípico ou genético, e zonas híbridas demonstram que a seleção pode dominar o fluxo gênico em escalas muito pequenas, permitindo divergência parapátrica. Isolamento reprodutivo pode surgir como pleiotrópico, um subproduto de alelos selecionados localmente, como na especiação alopátrica. No entanto, o fluxo de gene pode alterar o curso da divergência parapátrica de duas maneiras. Primeiro, os alelos que são favoráveis em todos os lugares podem estar prontamente espalhados por zonas híbridas divergentes e produção de genealogias confusas. Em segundo lugar, o fluxo gênico pode levar a um aumento de isolamento  pré zigótico.

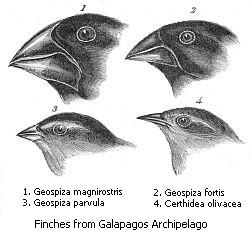
Tentilhões de Darwin: exemplo de diferentes tamanhos de bico

O isolamento pré zigótico ocorre quando os zigotos nunca são formandos, devido os membros das duas populações estão adaptados a habitat distintos e nunca se encontarem, ou porque têm habitos de corte diferentes e não se reconhecem como potenciais parceiros.
Provavelmente, os os caracteres que influenciam na adaptação ecológica estejam geneticamente correlacionados com os caracteres que influenciam no isolamento pré zigotico. Essa correlação pode existir devido a pleiotropia e efeito carona.
Os tentilhões de Darwin são exemplo de como o tipo do canto está relacionado pleitropicamente com a forma do bico, ou seja, um gene influi em mais de uma caracteristica fenotípica do organismo. Além disso, a forma do bico pode interferir no comportamento reprodutivo podendo surgir, assim, um isolamento reprodutivo.

## Espécies em anel
Uma espécie em anel ocorre quando dois grupos isolados reprodutivamente com distribuições adjacentes estão conectados por grupos intermediários arranjandos geograficamente em forma de anel. Uma das hipóteses que explica o surgimento de espécies em anel é a expansão de uma população em volta de uma barreira geográfica. O isolamento reprodutivo evoluiria nos clados terminais, porém eles permaneceriam conectados por clados intermediários. Nesse casos, o surgimento do isolamentos reprodutivo entre os clados seria um exemplo de especiação parapátrica, pois ocorreu a partir de uma população ancestral com distribuição contínua.
As espécies em anel fornecem importantes evidências para a evolução pois mostram que as diferenças intra-específicas podem ser suficientemente grandes para produzirem diferenças inter-específicas. Portanto, as diferenças intra-específicas são do mesmo tipo que as diferenças entre populações de uma mesma espécie e entre indivíduos.
Exemplo de espécie em anel são as salamandras Ensatina klauberi e E. eschscholtzii. Elas habitam as montanhas de Cuyamaca em San Diego e possuem fortes evidencias para serem consideradas duas espécies, pois possuem formas distintas e no local onde coexistem não se intercruzam. Porém foi coletado indivíduos ao sul da Califórnia, em Camp Wilahi e em locais próximos e todas elas uma porção de pelo menos 8% dos indivíduos eram híbridos entre as duas espécies. A interpretação para este fato é que existia originalmente uma espécie que vivia na parte norte da Califórnia e expandiu para o sul e dividiu-se para os dois lados do Vale de San Joaquin, que ficou ao centro da divisão. A subpopulação do lado pacifico evoluiu para cores e padrões genéticos de E. eschscholtzii, enquanto a subpopulação do interior evoluiu para padrões de E. klauberi. Em alguns locais do vale, podem sem encontrados híbridos, pois ambas as formas se intercruzam em até certo grau.
Na região de hibridização existiam poucas gerações F1 (resultado do cruzamento entre as duas linhagens puras), porém havia muito retrocruzamento, cruzamento da F1 com uma das linhagens puras. Além disso, as formas puras eram poucas, o que implica o pequeno número de híbridos da F1. Foi constatado por análises genéticas desta população que o fato de serem raros eram devido a forte seleção natural agindo contra eles a qual diminuía nos retrocruzamentos. Este fato era devido à incompatibilidade genética que se desenvolve em duas populações separadas.
Uma outra pressão seletiva contra os híbridos da primeira geração, é a natureza ambiental de ambos. Pois duas variedades podem divergir ecologicamente mesmo que no inicio não tenham incompatibilidade genética. Devido a zona hibrida ser um ambiente de transição, as subespécies estarão adaptadas a diferentes nichos e os híbridos não serão adaptados a nenhum deles, além de ambas subespécies terem desenvolvidos diferentes estratégias para evitarem predadores.

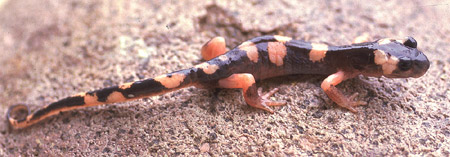
Ensatina klauberi

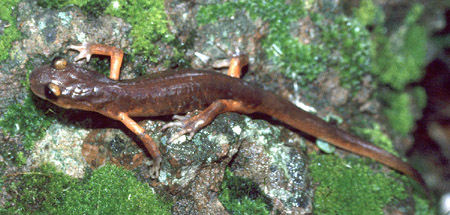
Ensatina eschscholtzii

Já na extremidade sul da Califórnia, as duas linhagens evoluíram para formas suficientemente separadas ao ponto de não haver intercruzamento. Portanto, as duas espécies estão conectadas por populações intermediarias formando um anel.
Todas as espécies em anel até hoje relatadas, apresentam algum desvio em relação ao conceito ideal de anel. Para que uma espécie em anel seja considerada perfeita, é preciso satisfazer quatro critérios. O primeiro é de que duas formas distintas devem coexistir; Segundo, deve haver um fluxo de gene entre essas formas por meio de uma cadeia de população contíguas; Em terceiro lugar, não pode haver ruptura do anel. E por fim, deve haver uma variação geográfica gradual conectando as duas espécies da ponta do anel. Mesmo o exemplo citado das salamandras não tendo todos esses pré requisitos, apresenta os principais como duas espécies coexistindo e variedades em locais diferentes apresentando caracteres intermediários. E mesmo assim, foi escolhido por Ernst Mayr como demonstração perfeita de especiação.

### Importância de alguns fatores na origem das espécies
O interesse que existe na ecologia da variação da diversidade é devido a alguns fatores desconhecidos que influem na origem das espécies. Esses fatores estão presentes em diferentes intensidades nas espécies em anel conhecidas. Um dos elementos é o fluxo gênico entre diferentes subespécies. Em umas a troca é grande, mas isso varia, pois em outras é pouca e em algumas é inexistente, violando assim o segundo critério para ser considerada espécie em anel. O que levaria os biólogos a desqualificarem esses anéis como autênticos.

## Fragilidade da teoria da especiação parapátrica
A teoria tem dois pontos fracos quanto a sua evidência. O primeiro é quanto a história evolutiva das zonas hibridas. Elas podem ser primárias se evoluírem enquanto as espécies tinham distribuição geográfica aproximadamente igual à atual, ou secundárias se no passado a espécie era subdividida em populações separadas e então evoluíram as diferenças nas formas e depois expandiram-se e se reencontraram na atual zona hibrida. No entanto, as zonas hibridas só relatam alguma etapa da especiação se forem primárias. Se a maioria das zonas hibridas na natureza forem secundárias, é sinal de que a diferença entre as formas híbridas evoluíram alopatricamente e não em parapatria.
Evidencias sugerem que a maioria das zonas híbridas encontradas são secundária. Um exemplo são o corvo carniceiro e o de topete que só se encontraram depois que sua distribuição expandiu após a glaciação mais recente.

## References
1. ↑  «Evolution 101: Parapatric speciation». Understanding evolution. University of California Museum of Paleontology and the Howard Hughes Medical Institute. Consultado em 21 de setembro de 2012
2. ↑  Antonovics, J (julho de 2006). «Evolution in closely adjacent plant populations X: long-term persistence of prereproductive isolation at a mine boundary». Heredity. 97 (1): 33-37. ISSN 0018-067X. doi:10.1038/sj.hdy.6800835. Consultado em 1 de setembro de 2012
3. 1 2 3 4 5  Turelli, Michael; Nicholas H. Barton, Jerry A. Coyne (1 de julho de 2001). «Theory and speciation» (PDF). Trends in Ecology & Evolution (em inglês). 16 (7): 330-343. ISSN 0169-5347. doi:10.1016/S0169-5347(01)02177-2. Consultado em 1 de setembro de 2012 Parâmetro desconhecido |url2= ignorado (ajuda)
4. ↑  Gavrilets, Sergey (2003). «Perspective: models of speciation: what have we learned in 40 years?». Evolution (PDF). 57 (10): 2197-215. PMID 14628909. doi:10.1111/j.0014-3820.2000.tb00548.x Parâmetro desconhecido |url2= ignorado (ajuda);
5. ↑  Mallet, James; Meyer A, Nosil P, Feder JL (2009). «Space, sympatry and speciation» (PDF). Jpurnal of Evolutionary Biology. 22 (11): 2332-41. PMID 19732264. doi:110.1111/j.1420-9101.2009.01816.x Verifique  |doi= (ajuda). Consultado em 20 de setembro de 2012 Parâmetro desconhecido |url2= ignorado (ajuda)
6. 1 2  Gavrilets, Sergey; Hai Li, Michael D. Vose (2000). «Patterns of Parapatric Speciation» (PDF). Evolution. 54 (4): 1126–1134. ISSN 1558-5646. doi:10.1111/j.0014-3820.2000.tb00548.x. Consultado em 1 de setembro de 2012 Parâmetro desconhecido |url2= ignorado (ajuda)
7. ↑  de Aguiar, Marcus AM; Baranger M, Baptestini EM, Kaufman L, Bar-Yam Y. (2009). «Global patterns of speciation and diversity». Nature. 460(7253): 384–7. PMID 19606148. doi:10.1038/nature08168
8. 1 2  Ridley, Mark (2006). «14». Evolution [Evolução] 3ª ed. Porto Alegre: Artmed
9. 1 2 3  Maçães, Bruno. «A marca da evolução na espécies-anel». Scientific American Brasil. 49